# Audrey Horne
Audrey Horne é uma banda norueguesa de hard rock originária de Bergen. Formada em 2002, a banda recebeu seu nome do personagem interpretado por Sherilyn Fenn na série de televisão Twin Peaks. O estilo musical da banda é uma mistura de rock clássico pesado e melódico, inspirado por bandas como Iron Maiden, Kiss, Ozzy Osbourne, Van Halen, Mötley Crüe, Deep Purple e Led Zeppelin. Até 2022, Audrey Horne lançou sete álbuns de estúdio, um álbum ao vivo e um EP.

## História

### Formação e álbum de estreia (2002–2006: )
Audrey Horne foi formada em 2002 pelo guitarrista Thomas Tofthagen (Sahg), baixista Tom Cato Visnes (Gorgoroth, I, God Seed, Sahg, Ov Hell) e baterista Kjetil Greve (Deride), com o vocalista Torkjell "Toschie" Rød (Sylvia Wane), guitarrista Arve Isdal (Enslaved, I) e tecladista Herbrand Larsen (Enslaved) completando a formação da banda. O nome da banda foi sugerido por um membro que estava assistindo a Twin Peaks na época. Embora a maioria dos membros estivesse associada a bandas com um som mais extremo ou progressivo, Audrey Horne foi concebida como uma banda de hard rock enraizada no rock clássico.
A banda lançou o EP Confessions & Alcohol e seu álbum de estreia No Hay Banda em 2005. O álbum foi gravado no Earshot Studio em Bergen e produzido pela própria banda e por Joe Barresi. O produtor, conhecido por seu trabalho com Queens of the Stone Age e Kyuss, reduziu seu salário habitual para trabalhar com a o Audrey Horne. No Hay Banda recebeu boas críticas e a banda ganhou um prêmio Spellemann norueguês na categoria Metal, além de ser indicada para Novato do Ano em 2005. A banda fez turnês em clubes e diferentes festivais na Noruega ao longo do ano.

### Mudanças na formação e Le Fol (2007–2008)
Em 2007, o tecladista Larsen e o baixista Visnes deixaram a banda, sendo que este último queria focar no Gorgoroth e Sahg, e o primeiro precisava de mais tempo para seu trabalho como professor do ensino fundamental e para tocar com o Enslaved. Ainda naquele ano, Audrey Horne lançou seu segundo álbum de estúdio, Le Fol. Assim como seu antecessor, o álbum foi gravado no Earshot Studio. Le Fol recebeu boas críticas tanto na imprensa norueguesa quanto internacional e rendeu à Audrey Horne uma indicação ao prêmio Spellemann na categoria Metal.
A banda deixou de fazer apresentações somente em clubes na Noruega para tocar em e festivais na Europa, e realizou uma turnê europeia com o Enslaved em novembro e dezembro de 2008. A turnê levou a banda a passar por Dinamarca, Alemanha, Bélgica, Reino Unido, Países Baixos, França, Espanha, Itália, Áustria, Eslovênia, Suíça, República Tcheca, Polônia, Lituânia, Letônia, Estônia, Finlândia e Suécia, antes de terminar na Noruega. A agenda de turnês teve um impacto na voz do vocalista Rød, a ponto de ele mal conseguir cantar no final da turnê, o que o levou a parar de fumar.

### Audrey Horne,Youngbloode Pure Heavy Audrey Horne (2009–2014)
Em 2009, a banda se reuniu com o produtor Barresi em seu estúdio em Los Angeles para gravar seu álbum autointitulado. Bateria, guitarras e vocais foram inicialmente gravados no estúdio de Barresi, antes de a banda retornar a Bergen para gravar baixo, teclados e vocais e guitarras adicionais. O álbum foi mixado por Barresi em seu estúdio e contou com o baixista da turnê, Espen Lien, e contribuições de teclado do membro da turnê Eyolf Nysæther e de Herbrand Larsen, este último também atuando como engenheiro de gravação. O álbum foi lançado em 2010 e recebeu boas críticas. O baixista Lien ingressou oficialmente na banda em 2012.
Em 2013, Audrey Horne lançou seu quarto álbum de estúdio, Youngblood. A banda fez alterações em seu processo de composição, escrevendo as músicas no estúdio de ensaio com todos os membros, em oposição à abordagem usual dos guitarristas Isdal e Tofthagen, que escreviam músicas sozinhos, enquanto Rød cuidava das linhas melódicas, harmonias e letras. Audrey Horne fez uma turnê pela Europa em apoio ao álbum, incluindo várias aparições em festivais. A banda seguiu Youngblood em 2014 com o álbum Pure Heavy, capitalizando um período criativo para a banda e o processo de escrita que havia sido usado em seu último álbum.

### Turnês, outros compromissos eBlackout(2015–2019)
Os anos seguintes ao lançamento de Pure Heavy foram dedicados a turnês e apresentações em festivais na Noruega e na Europa, enquanto os membros da banda também se concentravam em outros compromissos e projetos musicais. Em 2018, a banda lançou seu sexto álbum, Blackout. O álbum recebeu boas críticas, e a Audrey Horne fez várias apresentações em festivais europeus e outras datas de turnê no final daquele ano e em 2019.

### Primeiro álbum ao vivo e Devil's Bell (2020–atualmente)
Em fevereiro de 2020, a banda lançou seu primeiro álbum ao vivo, Waiting for the Night, com gravações de seus shows no USF Verftet e Bergenfest em Bergen em 2018. Uma turnê com Formosa e Magick Touch começou em março, mas foi cancelada após cinco shows devido à pandemia de COVID-19. Audrey Horne lançou seu sétimo álbum de estúdio, Devil's Bells, em 2022.

## Membros

### Membros Atuais
- Torkjell "Toschie" Rød – vocais (2002–atualmente)
- Arve "Ice Dale" Isdal – guitarras, vocais de apoio (2002–atualmente)
- Thomas Tofthagen – guitarras, vocais de apoio (2002–atualmente)
- Espen Lien – baixo, vocais de apoio (2012–atualmente; membro de turnê 2009–2012)
- Kjetil Greve – bateria (2002–atualmente)

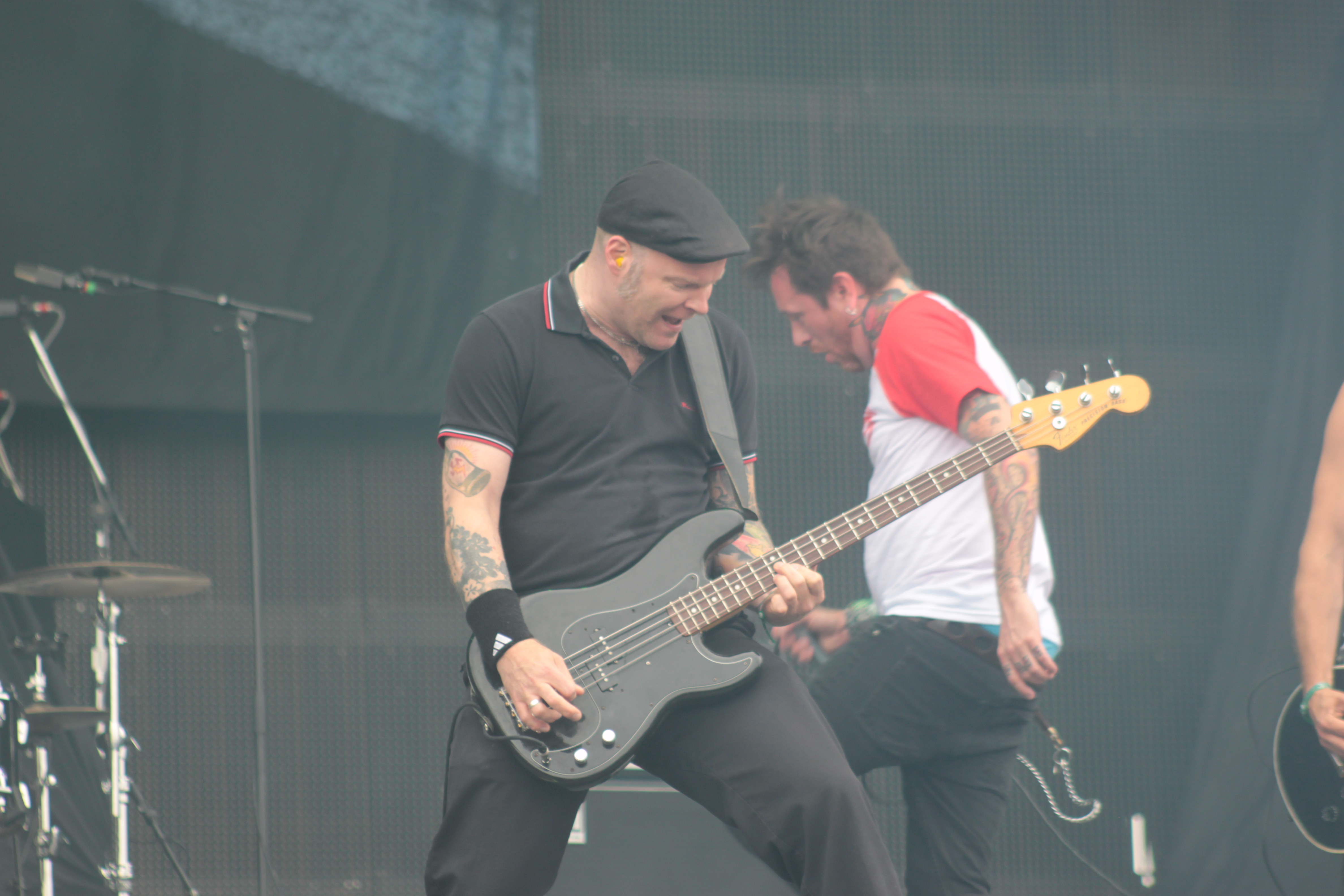
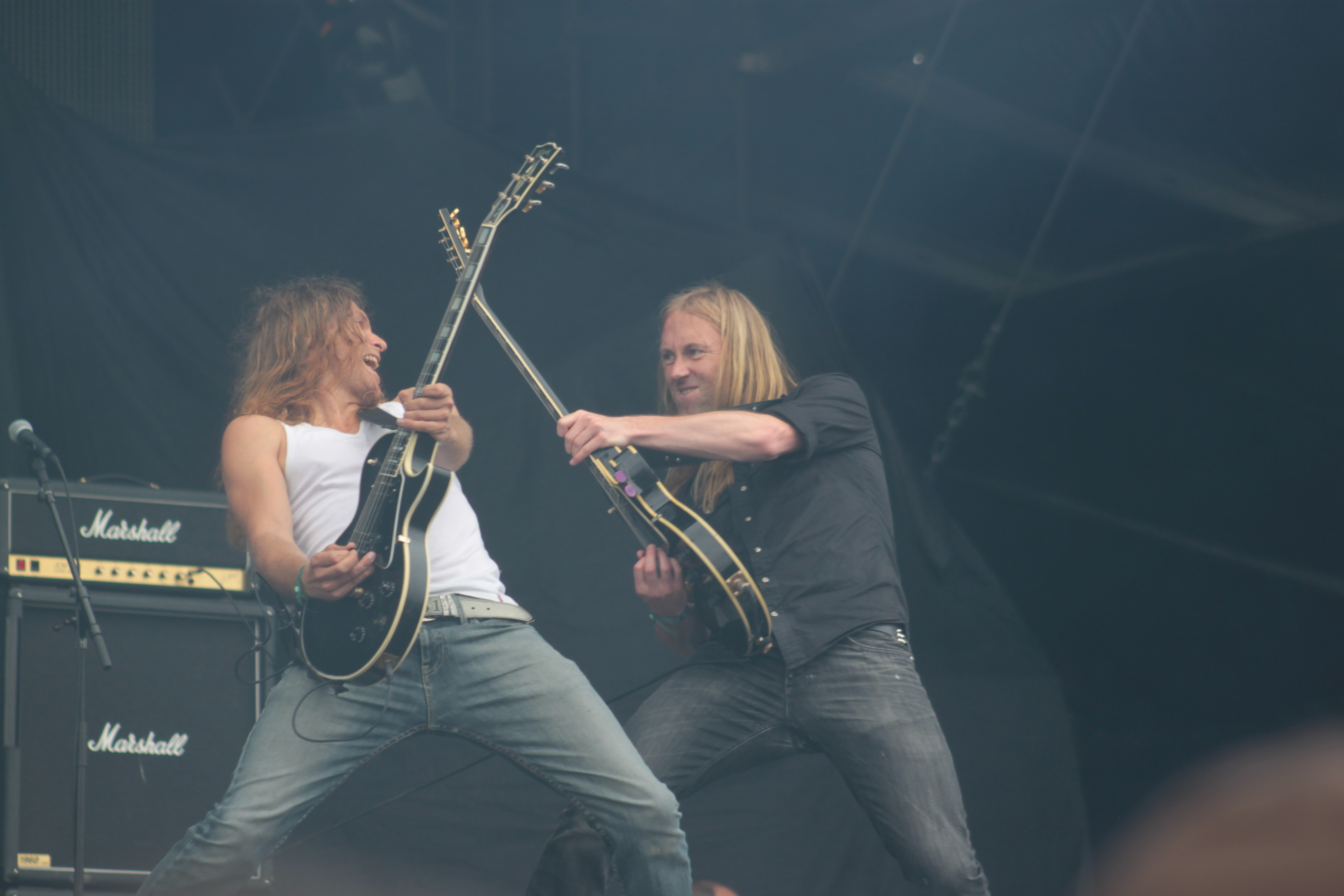
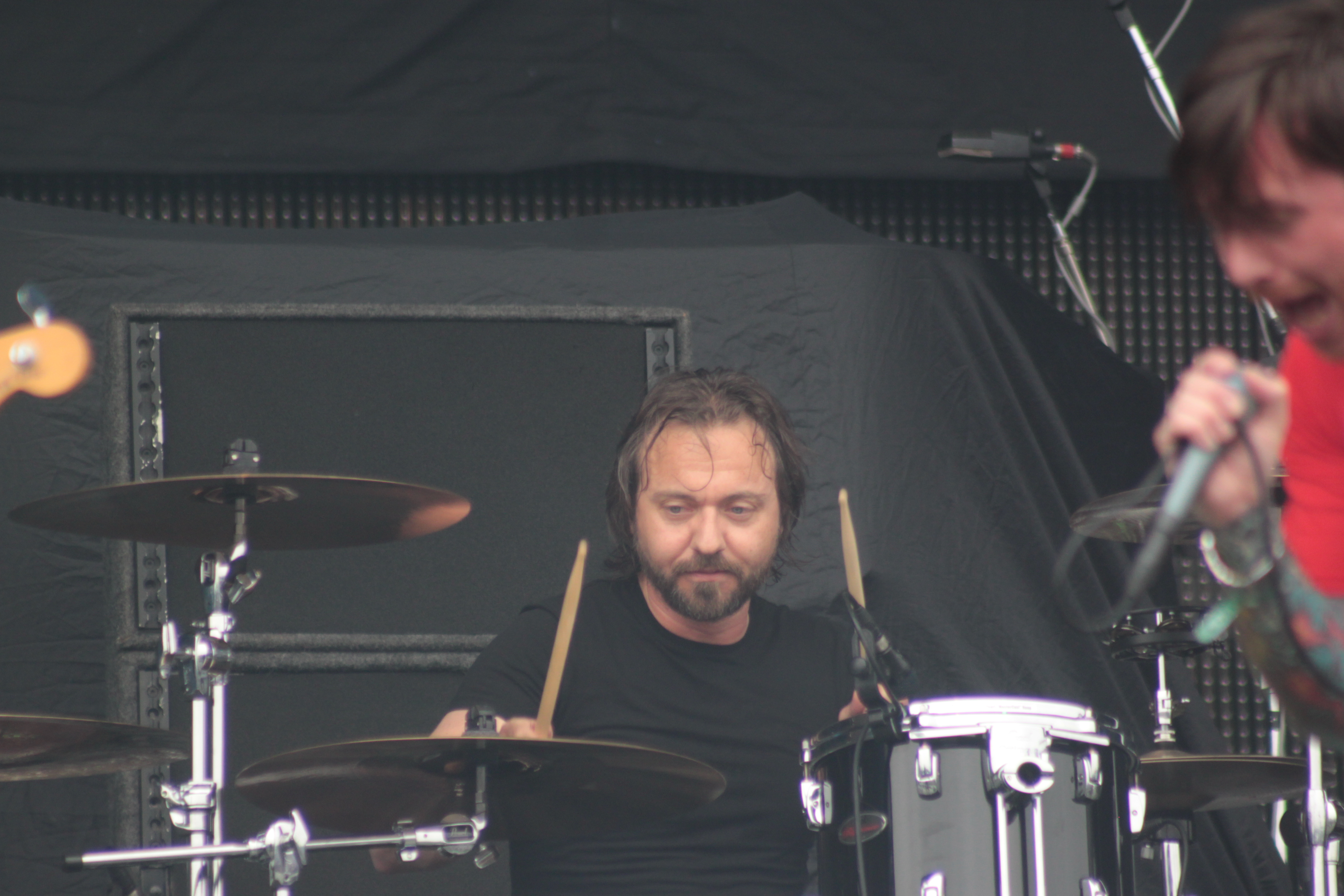

### Ex-membros
- Tom Cato Visnes – baixo, vocais de apoio (2002–2007)
- Herbrand Larsen – teclados, vocais de apoio (2002–2007)

### Membros de Turnê

#### Membros Atuais
- Kim Gulbrandsen – teclados, vocais de apoio (2010–atualmente)

#### Ex-membros
- Marius Fimland – baixo, vocais de apoio (2007–2009)
- Eyolf Nysæther – teclados, vocais de apoio (2007–2009)
- Ola Walaunet – guitarras (2008)
- Tore Christer Storlid – baixo, vocais de apoio (2008–2009)
- Cato Olaisen – bateria (2008–2009)
- Bård Bøge – baixo, vocais de apoio (2009)

## Discografia

### Álbuns de estúdio
- No Hay Banda (2005)
- Le Fol (2007)
- Audrey Horne (2010)
- Youngblood (2013)
- Pure Heavy (2014)
- Blackout (2018)
- Devil's Bell (2022)

### Álbuns ao vivo
- Waiting for the Night (2020)

### EPs
- Confessions & Alcohol (2005)